# FF Virginis
FF Virginis (FF Vir) es una estrella de magnitud aparente +7,12 en la constelación de Virgo que se localiza 3º al norte de φ Virginis.
Se encuentra, de acuerdo a la nueva reducción de los datos de paralaje de Hipparcos, a 347 ± 24 años luz de distancia del sistema solar.
FF Virginis es una estrella blanca de tipo espectral A2p, en donde la «p» indica que es una estrella químicamente peculiar.
Su temperatura efectiva es de 9330 - 9500 K y su luminosidad es 32 veces mayor que la luminosidad solar.
Tiene un radio 2,15 veces más grande que el del Sol y gira sobre sí misma con una velocidad de rotación proyectada de 3,0 km/s, completando una vuelta cada 130 días.
Su masa es entre 2 y 2,3 veces mayor que la masa solar pero no existe consenso en cuanto a su edad; mientras una fuente señala una edad de sólo 11 millones de años, otra eleva esta cifra hasta los 114 millones de años.
FF Virginis es una variable Alfa2 Canum Venaticorum que presenta una variación de brillo de 0,06 magnitudes.
Su espectro muestra líneas de absorción fuertes de cromo y estroncio y, como es característico de esta clase de variables, tiene un gran campo magnético (<Be> = 1859 G).
Esta estrella también es conocida como Estrella de Preston, ya que fue el astrónomo George W. Preston quien en 1970 puso de manifiesto que su campo magnético y su espectro eran variables, así como que los elementos más pesados se concentran en las regiones donde el campo superficial es más intenso.